# Le Passage du Rhin
Ne doit pas être confondu avec Passage du Rhin.
Pour plus de détails, voir Fiche technique et Distribution.
Le Passage du Rhin est un film franco-germano-italien réalisé par André Cayatte, sorti en 1960.

## Synopsis
Pendant la Seconde Guerre mondiale, Roger Perrin, ouvrier pâtissier, reçoit son ordre de mobilisation. Gendre de son patron, il quitte d'un même pas sa boutique et son foyer, avec sa femme Alice et sa belle-mère acariâtre. Jean Durrieu, quant à lui, rejoint l'armée comme engagé volontaire. Il aurait pu profiter de sa situation de journaliste pour obtenir une affectation spéciale, mais l'idée que d'autres puissent se battre à sa place lui est insupportable.
En juillet 1940, les deux hommes qui ont été faits prisonniers se rencontrent fortuitement et passent le Rhin avec d'autres prisonniers de guerre français. Ils se déclarent faussement agriculteurs et sont envoyés comme travailleurs agricoles dans un village de Forêt-Noire. Là, ils sont mis au service du bourgmestre, dans un climat un peu hostile. Mais ils se rendent compte qu'ils bénéficient de conditions beaucoup plus favorables que les autres prisonniers des environs. Jean prépare son évasion en rassemblant des vêtements civils et des vivres. Il profite d'un trajet en forêt pour mettre le camion en panne. Resté seul avec Helga, la fille du bourgmestre, il lui vole ses vêtements pour l'empêcher de le poursuivre et s'enfuit pour rejoindre la France.
Une fois à Paris, il retrouve Florence, sa maîtresse. Elle fréquente son ancien patron qui dirige un journal devenu collaborationniste. Jean est arrêté par les Allemands mais il est libéré par l'intermédiaire de Florence qui pour cela couche avec un officier allemand de la Gestapo. Jean rejoint la France libre et participe à la libération de Paris. Il est élu directeur de son ancien journal. Il retrouve Florence qui a échappé à l'épuration. Mais il finit par connaître les graves compromissions de Florence. Il veut quitter son journal, mais c'est Florence qui part sans laisser d'adresse pour le laisser libre.
En Allemagne, Helga a été emmenée dans un camp de redressement. Avec la guerre qui dure, le bourgmestre est mobilisé ainsi que son fils. Le bourgmestre se rend compte des qualités de Roger et lui confie sa famille et sa ferme. Les mois passant, tous les chevaux sont réquisitionnés. Les vieux et les enfants sont aussi mobilisés et partent au front. Roger devient un quasi bourgmestre. Helga revient seule car son établissement a été bombardé. Le bourgmestre est tué à la guerre. Sa veuve meurt de chagrin. Ce décès rapproche Roger de Helga.
Quand l'armée française vient « libérer » Roger, il part à contrecœur abandonnant Helga qui se retrouve toute seule. Il retrouve sa morne vie de mitron où sa femme a remplacé sa belle-mère en adoptant son caractère désagréable. Finalement Roger s'arrache à cette vie conjugale décevante, et il refait « le passage du Rhin » pour retourner vivre avec Helga.
C'est lui, l'humble pragmatique, qui a trouvé le bonheur, bien mieux que le flamboyant héros intransigeant.

## Fiche technique
- Titre original français : Le Passage du Rhin
- Titre allemand : Jenseits des Rheins
- Titre italien : Il passaggio del Reno
- Réalisation : André Cayatte
- Scénario : Maurice Aubergé, André Cayatte, Armand Jammot et Pascal Jardin
- Musique : Louiguy
- Photographie : Roger Fellous
- Montage : Borys Lewin et Alix Paturel
- Direction artistique : Robert Clavel
- Production : Ralph Baum et Joseph Bercholz
- Société de production : Franco London Films, Joria, Société des Films Gibe et Universum Film
- Société de distribution : Compagnie française de distribution cinématographique
- Pays de production :  Italie,  France,  Allemagne de l'Ouest
- Langue originale : français
- Format : Noir et blanc - 1,37:1 - Mono - 35 mm
- Genre : drame et guerre
- Durée : 125 minutes
- Dates de sortie : septembre 1960 (Mostra de Venise), 27 octobre 1960 (Allemagne de l'Ouest), 4 novembre 1960 (France)
- Affiche : Jean Mascii (France)

## Distribution
- Charles Aznavour : Roger Perrin
- Nicole Courcel : Florence
- Georges Rivière : Jean Durrieu
- Cordula Trantow : Helga
- Georges Chamarat : le boulanger / Baker
- Jean Marchat : Michel Delmas
- Albert Dinan : le milicien Cadix
- Michel Etcheverry : Ludovic
- Ruth Hausmeister : Frau Keßler
- Benno Hoffmann : Otto
- Henri Lambert : Louis
- Lotte Ledl : Lotte
- Bernard Musson : le prisonnier libéré
- Alfred Schieske : Fritz Keßler
- Serge Frédéric
- Albert Rémy
- Colette Régis
- Jean Verner
- Yves Barsacq
- Betty Schneider : Alice
- Nerio Bernardi : Rodier

## Tournage
Les scènes se déroulant dans les locaux du journal où travaille Jean ont été tournées place Édouard-VII dans le 9e arrondissement de Paris.

## Récompenses et distinctions
- Lion d'or lors de la Mostra de Venise 1960.